# مصفوفة أولية
المصفوفة الابتدائية أو الأولية في الجبر الخطي هي مصفوفة مربعة، والتي يمكن أن تُنشأ إما عن طريق تغيير مدخل واحد أو عن طريق مبادلة صفين من مصفوفة الوحدة {\displaystyle }
عملية ضرب مصوفة معية A بمصوفة ابتدائية يؤدي إلى إعادة تشكيل صفوف أو أعمدة المصفوفة A. تضم عملية إعادة التشكيل هذه إضافة صف مضاعف (مضروب بقيمة ثابتة) إلى إخرى أو مبادلة صفين أو تغيير قيمة صف معين بضربه بقيمة معينة. إذا ضربت المصفوفة A  بمصفوفة أولية E من اليسار (E x A) فينتج تبديل للصفوف وبحالة الضرب من اليمين فتتبدل الأعمدة للمصوفة A.
المصفوفات الابتدائية هي أساس تطبيق خوارزمية غاوس. بها يتم يمكن تحويل نظام معادلات خطية إلى الصيغة المطلوبة للحصول على الشكل المثلثي العلوي للمصفوفة، حيث يمكن أيجاد حل للنظام بطرق معينة.